# ريزدنت إيفل كود: فيرونكا

شعار اللعبة

ريزدنت إيفل كود: فيرونكا أو الشر المُقيم: الرمز «فيرونيكا»  (بالإنجليزية: Resident Evil: Code Veronica)‏ (أطلقت في اليابان تحت اسم (الخطر الجُرثومي:- الرمز «فيرونيكا» (بالإنجليزية: Biohazard Code: Veronica)‏.) وهي لعبة من سلسلة رعب البقاء الشر المُقيم (بالإنجليزية: Resident Evil)‏ والتي تنتجها شركة كابكوم. تم الإطلاق الأصلي على منصة دريم كاست (بالإنجليزية: Dreamcast)‏ التي تصنعها شركة سيجا (بالإنجليزية: Sega)‏ في سنة 2000.
تميزت بكونها أول ألعاب الشر المُقيم التي تبنت منصة ألعاب غير سوني (بالإنجليزية: Sony)‏ بخلاف الإصدارات الثلاث الأولى التي كان الإصدار الأصلي لهن على بلاي ستيشن، ثم تم إلحاق الإصدارات الخاصة بالمنصات الأخرى. نسخة محدثة من اللعبة تحت عنوان (الرمز "فيرونيكا إكس"، Code:- Veronica X) تم إطلاقها لمنصة دريم كاست" في اليابان فقط، وبلاي ستيشن 2 في سنة 2001، هذه النسخة المُنقحة اتجهت لمنصة جيم كيوب، GameCube) والتي تصنعها شركة نينتيندو في سنة 2003.
لقد كانت أول ألعاب السلسلة التي يتم إنتاجها للجيل السادس من الأجهزة.

## القصة
تأخذ الأحداث مجراها بعد دمار مدينة "راكون" بثلاثة أشهر. تبدأ اللعبة مع «كلير ريدفيلد» وهي تغير على منشأة تابعة لشركة (المظلة) («أمبريلا» - Umbrella) في مدينة («باريس») في بحثها عن أخيها «كريس ريدفيلد»، في خضم التسلل، يتم القبض عليها وسجنها في جزيرة («روك فورت» - Rockfort). بعد برهة من وصولها، رجل يُدعى («رودريقو خوان رافال» - Rodrigo Juan Raval) يُخرجها من الزنزانة، حيث أنها لا تشكل أي تهديد وخاصة مع إطلاق (الجرثومة ت، T-Virus) في («روك فورت»).
محاولة الهروب من الجزيرة المُلوثة، توحِّد «كلير» جهودها مع السجين «ستيف بيرنسايد»، في الوقت يتم مجابهتها من قبل زعيم الجزيرة («ألفرد أشفورد» - Alfred Ashford).
في غضون ذلك، فإن «ألبرت ويسكر» في مهمة خاصة به لاستعادة عينة من (الجرثومة ت-«فيرونيكا»، T-Veronica Virus) الذي تم تطويره من قبل شقيقة «ألفرد» التوأم («ألكسيا» - Alexia)، ووحدته هي المسئولة عن تفشي (الجرثومة ت) على جزيرة («روك فورت»).
في نهاية الأمر يهرب كل من «كلير» و «ستيف» بواسطة طائرة، لكن «ألفرد» يقوم بضبطها على وضع (الطيار الآلي) ويطير بهما إلى منشأة أخرى تابعة للـ (المظلة) في (القارة القطبية الجنوبية). وفي أمله بتحرير شقيقته من سباتها في الحجرة المبردة الذي دام 15 سنة بعد حقنها بـ (الجرثومة ت-«فيرونيكا») لعكس تطور الجرثومة.بعد معركة أخرى مع «كلير» و «ستيف» والتي انتهت بهروب الشخصيتين من المنشأة بواسطة حفارة.يعرج «ألفرد» باتجاه في وهن، «ألكسيا» مُثخنا بالجروح، ويشهد لحظات صحوتها قبل أن يلفظ نفسه الأخير. «ألكسيا» تستدعي وحشا يقوم باستعمال حراشفه لتحطيم حفارة «كلير» و «ستيف» والقبض عليهما مجددا.
يصل «كريس ريدفيلد» إلى («روك فورت») بعد أن أتصل به «ليون»، ويعرف من «رافال» أن «كلير» ذهبت منذ وقت طويل، بعد برهة تقتل«رافال» دودة عملاقة.أثناء بحثه في أرجاء («روك فورت»)، يلتقي «كريس» بـ«ويسكر»، وعند وشوك أن يقضي عليه رئيسه السابق، تظهر «ألكسيا» على الشاشة ضاحكة، مصعوقا بكون «ألكسيا» على قيد الحياة، يقوم «ويسكر» بتغيير رأيه ويعود إلى (القارة القطبية الجنوبية). في نهاية الأمر يستطيع «كريس» أن يشق طريقه إلى هناك ويلتقي بـ«كلير» العازمة على إيجاد «ستيف»، وعندما تستطيع تحديد مكانه، تكتشف أن «ألكسيا» قد أجرت اختبارا عليه بحقنه بـ (الجرثومة ت-«فيرونيكا») مما حوله إلى وحش زاحف يحاول قتل «كلير».
تهرب «كلير» للاختباء في زنزانة سجن حيث تهاجمها فيها إحدى حراشف «ألكسيا»، يخترق «ستيف» القضبان وهو ما يزال في وضعه المتحول مستخدما قوته الكبيرة وينقذ «كلير»، تخترق أحد الحراشف صدره ثم تتراجع، يعود «ستيف» إلى حالته الإنسانية ويموت.في هذا الوقت، يقوم كل من «كريس» و «ويسكر» بمواجهة «ألكسيا»، ويهرب «ويسكر» بعد أن طغت عليه «ألكسيا» بقوتها تاركا «كريس» ليقاتلها. لم يدم نصر «ويسكر» طويلا، حيث أن «ألكسيا» تعيد تكوين نفسها بعد المعركة.بالتوازي مع ذلك، يقوم «كريس» بتفعيل نظام التدمير الذاتي الخاص بالمنشأة لفتح كل الأقفال لتحرير «كلير» من سجنها، ثم تواجهه «ألكسيا» للمرة الثاني مما يودي بها إلى الدمار النهائي. تهرع «كلير» إلى مصعد الطوارئ وتلمح «ويسكر» الذي قام رجاله باستعادة «ستيف» لاستعمالها في اختبارات مستقبلية، كونه الوحيد الذي حقن بعينة من (الجرثومة ت-«فيرونيكا»).
ينجح «كريس» بإقناع «ويسكر» إطلاق سراح «كلير» والتي تهرع إلى الطائرة في انتظار شقيقها.تطغى قوة «ويسكر» على «كريس» في معركتهما، ثم يفصل بينهما انفجار، ثم يتوعده «ويسكر» بشفاء غليله بالانتقام منه في المرة القادمة التي يلتقيه فيها. يلحق «كريس» بشقيقته ويطيران مبتعدين في خضم انفجار المنشأة بكاملها، ويتوعد «كريس» بالتخلص النهائي من «المظلة».

## اللعب
(الرمز «فيرونيكا») كانت أول ألعاب السلسة الرئيسية لـ (الشر المُقيم) التي تستعمل خلفيات ثلاثية الأبعاد بدلا من الخلفيات المُعَدَّة مُسبقـًا، على الرغم من هذا، آلة التصوير لا تتبع اللاعب أثناء حركته، لكنها تتحرك في مدى نصف ثابت. ومع ذلك، سلاحان في اللعبة يمكن إطلاقهما من وجهة نظر الشخصية، والذي يمكن الفوز به اللعبة الإضافية. طريقة اللعب بقيت في معظمها بدون تغيير عن (الشر المُقيم 3 :- العدو، Resident Evil 3: Nemesis) والتي طورت بالتوازي مع (الرمز «فيرونيكا»).
مزايا مثل مُستوعبات النفط المُتفجِّرة، والاستدارة نصف دورة، تم ترحيلها إلى هذه اللعبة، غير أن ميزة التفادي تم إزالتها. أغراض من (الشر المُقيم 2) تم إضافتها مثل قطع المُسدس القابلة للترقية، والجيوب الجانبية لسعة أغراض أكثر، وكذلك أسلحة جديدة مثل أسهم القوس والنشاب المُختلطة مع مسحوق الرصاص المضاد لأسهم القوس والنشاب والخاص بقاذفة القنابل. ميزة فريدة اشتملت عليها (الرمز «فيرونيكا») وهي القدرة على استخدام سلاحين مختلفين مما يسمح للاعب بالتصويب على هدفين في الوقت ذاته. بعض من التحسينات الأكثر تميزًا في (الرمز «فيرونيكا») تضمنت إضافة الاستمرارية مما يسمح للاعب بإعادة المشهد عند انتهاء اللعبة، والقدرة على إمساك واستخدام أعشاب الصحة عندما يكون مخزن اللاعب ممتلئا.
(الرمز «فيرونيكا») تضمَّنت شخصيتين («كلير ريدفيلد»، Claire Redfield) وشقيقها («كريس»، Chris). (الرمز «فيرونيكا») تفرض على اللاعبين التحكم بـ«كلير» في النصف الأول من اللعبة، ثم بدئ النصف الثاني بـ«كريس». كل الأسلحة والأغراض الخاصة بـ«كلير» والمتروكة في صندوق الأغراض، تكون مُتاحة لـ«كريس» لأخذها في النصف الخاص به من اللعبة. بالإضافة إلى شخصية ثالثة، وهي («ستيف بيرنسايد»، Steve Burnside) والذي يُتاح اللعب به لفترة وجيزة خلال النصف الأول من اللعبة، وأيضًا يُتاح اللعب بـ«كلير» خلال جزء بسيط من القسم الخاص بـ«كريس». احتذاءً بألعاب (الشر المُقيم) السابقة، هناك مزايا مخفية يمكن فتحها عند الإيفاء بمُتطلبات معينة.
بعد إكمال اللعبة الأساسية، تفتح لعبة قتال والتي بها يُمكن فيها الاختيار بين واحد من خمس شخصيات:- («كريس»، «كلير» مع كل من الزي العادي والزي السري، وشخصيتان يُمكن فتحهما («ألبرت ويسكر»،Albert Wesker)، «ستيف») حيث علبك التجوَّل عبر مجموعة من الغرف، وتأمين كل منها من الوحوش، وفي النهاية التغلب على وحش بمكانة الزعيم في أسرع وقت ممكن. كل من اللعبة الأساسية واللعبة الإضافية تحتوي على أسلحتهما الخاصة التي يُمكن فتحها.

## وصلات خارجية
- ريزدنت إيفل كود: فيرونكا على موقع IMDb (الإنجليزية)
- الموقع الرسمي
- الموقع الرسمي
- الموقع الرسمي
- Creature designs at Satoshi Nakai's personal homepage with commentary (باليابانية)